# Lokalkasus
Lokalkasus är en grupp av adverbiella kasus som beskriver någontings placering eller rörelse i rummet. Språk som saknar lokalkasus för en viss rumsrelation uttrycker den med adposition i stället. Ett exempel på ett lokalkasus är inessiv som anger i vad något äger rum eller befinner sig. Exempel:  finska Koira kuolee talossa = Hunden dör i huset, där talossa är inessiv av talo, som betyder hus. 
Fler exempel på lokalkasus är
- abessiv
- ablativ
- adessiv
- allativ
- delativ
- elativ
- illativ
- inessiv
- lativ
- lokativ
- sublativ
- superlativ

Lokalkasus är mycket vanliga i uraliska språk. Indoeuropeiskan har haft lokativ och ablativ. Lokalkasus kan i språkutvecklingen uppkomma genom att postpositioner börjar uppfattas som en del av de ord efter vilka de står placerade.